# Arizona Chemical Company
Pour les articles homonymes, voir Arizona (homonymie).

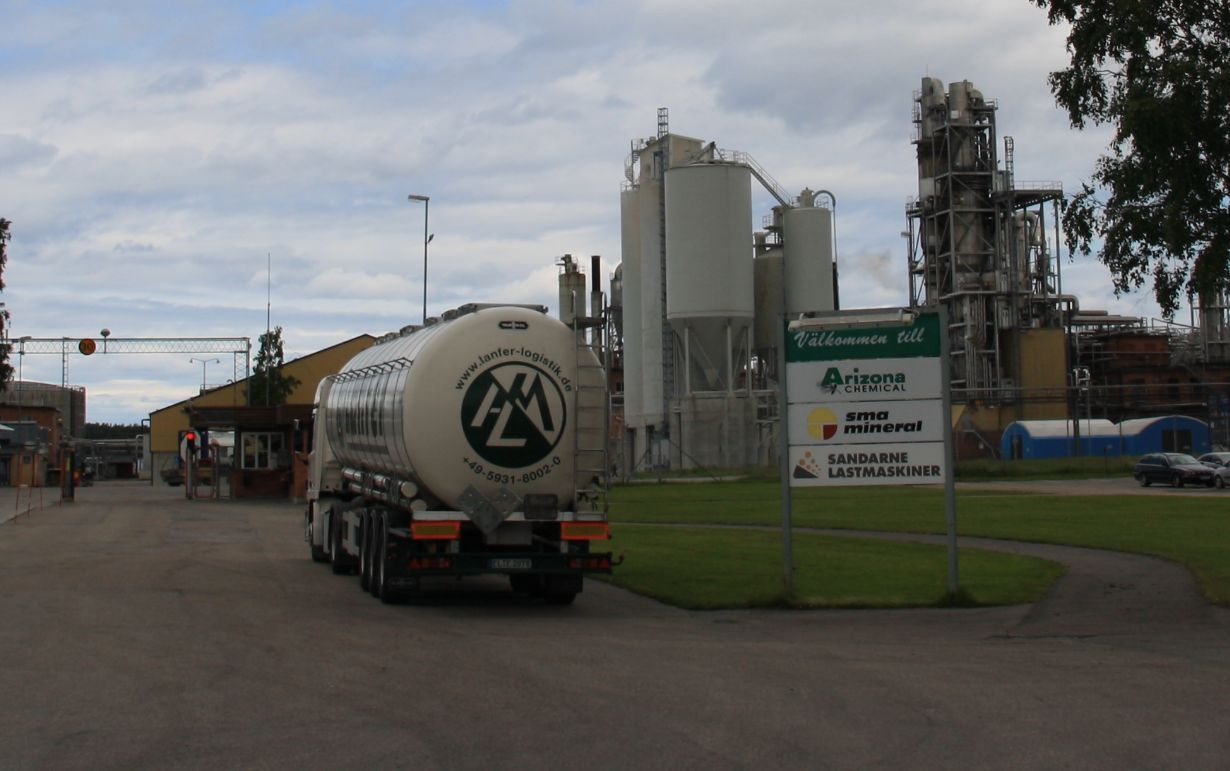
Entrée des camions dans la zone industrielle Arizona Chemicals à Sandarne

Arizona Chemical Company était une société américaine basée à Jacksonville (Floride) qui produit différentes résines à partir de matières premières issues de l'industrie du papier. 
Elle a été acquise en 2016 par le groupe Kraton Polymers.
Un de ses sites de production se situe à Niort.